# El Hencha
El Hencha (àrab: الحنشة, al-Ḥanxa) és una ciutat de Tunísia amb uns 5,000 habitants, situada uns 50 km al nord de Sfax i 17 km al sud de El Djem, a la governació de Sfax. És capçalera d'una delegació amb 43.410 habitants.

## Economia
La seva activitat és agrícola amb gran nombre d'oliveres als seus camps, sobretot al sud de la ciutat. Al nord, fins a Bir Salah, es troba la sabkha d'El Djem.

## Administració
És el centre de la delegació o mutamadiyya homònima, amb codi geogràfic 34 60 (ISO 3166-2:TN-12), dividida en nou sectors o imades:
- El Hencha (34 60 51)
- En-Nasr (34 60 52)
- Sidi Hassen Belhaj (34 60 53)
- Dokhane (34 60 54)
- Bir Chaaba (34 60 55)
- Merkez Mosbah (34 60 56)
- Bir Salah (34 60 57)
- El Hajjara (34 60 58)
- Jouaouda (34 60 59)

Al mateix temps, forma una municipalitat o baladiyya (codi geogràfic 34 20).